# Michael Dennis
Michael Dennis (geboren am 13. Oktober 1992 in Düren als Michael Feistle) ist ein deutscher Goalballspieler.

## Leben und Karriere
Der sehbehinderte Dennis (funktionelle Klassifizierung B2) spielt bei den Füchse Berlin und stammt aus der Jugend der SSG Blista Marburg.
Der Wahl-Berliner nahm an den Paralympics 2016 in Rio de Janeiro (6. Platz) und Tokyo 2020 (9. Platz) teil. 
Zu seinen Erfolgen mit der deutschen Nationalmannschaft zählen ein 2. Platz bei der Weltmeisterschaft 2018 sowie der 1. Platz bei der Europameisterschaft 2019. Bei der Europameisterschaft 2017 erreichte er im Team den 2. Platz, 2015 den 5. Platz sowie 2013 und 2021 Platz 4.
Michael Dennis ist im Hauptberuf beim Behinderten- und Rehabilitations-Sportverband Berlin angestellt. Er ist seit 2020 mit der US-Goalball-Nationalspielerin Amanda Dennis verheiratet.
Auf nationaler Ebene gehört Dennis zu den erfolgreichsten Spielern überhaupt. Insgesamt gewann er acht Medaillen bei deutschen Meisterschaften, wurde dreimal Torschützenkönig in der Goalball-Bundesliga und zweimal von den Teams und Offiziellen zum MVP der Saison gewählt. 